# Walle Nauta
Walle Jetze Harinx Nauta (ur. 8 czerwca 1916 w Medanie, zm. 24 marca 1994 w Cambridge (Massachusetts)) – amerykański neurobiolog, Institute Professor na Massachusetts Institute of Technology. Razem z Paulem Gygaxem opracował nową metodę impregnacji srebrem degenerujących włókien nerwowych (metoda Nauty-Gygaxa).

## Życiorys
Od 1934 do 1941 studiował na Uniwersytecie w Lejdzie, w 1942 roku otrzymał tytuł doktora medycyny, a w 1945 doktora w dziedzinie anatomii i neurofizjologii na Uniwersytecie w Utrechcie.
Wykładał na Uniwersytecie w Utrechcie (1941-1946), Uniwersytecie w Lejdzie (1946-1947), Uniwersytecie w Zurychu (1947-1951), Uniwersytecie Marylandu w Baltimore (1955-1964) i na MIT (1964–1986), gdzie w 1973 roku przyznano mu tytuł Institute Professor. Pracował jako neurofizjolog w Wydziale Psychiatrii Walter Reed Army Institute of Research (1951–1964) i jako neuroanatom w McLean Hospital (1975).
Autor i współautor ponad 100 prac. Był członkiem National Academy of Sciences, Amerykańskie Towarzystwo Filozoficzne, Society for Neuroscience (także jako prezes), American Association of Anatomists i Amerykańskie Towarzystwo Neurologiczne oraz Królewskiej Holenderskiej Akademii Sztuk i Nauk.

## Publikacje
- Nauta WJ, van Straaten JJ. The primary optic centres of the rat. An experimental study by the Bouton method. „Journal of anatomy”. Pt 2 (81), s. 127–134.1, kwiecień 1947. PMID: 17105025.
- Nauta WJ. [The so-called terminal degeneration in the central nervous system as seen in silver impregnation]. „Schweizer Archiv für Neurologie und Psychiatrie. Archives suisses de neurologie et de psychiatrie. Archivio svizzero di neurologia e psichiatria”. 1–2 (66), s. 353–376, 1950. PMID: 14817193.
- Nauta WJ, Gygax PA. Silver impregnation of degenerating axon terminals in the central nervous system: (1) Technic. (2) Chemical notes. „Stain technology”. 1 (26), s. 5–11, styczeń 1951. PMID: 14809499.
- Nauta WJ. Selective silver impregnation of degenerating axons in the central nervous system. „Stain technology”. 3 (27), s. 175–179, maj 1952. PMID: 14958510.
- Brady JV, Nauta WJ. Subcortical mechanisms in emotional behavior: affective changes following septal forebrain lesions in the albino rat. „Journal of comparative and physiological psychology”. 5 (46), s. 339–346, październik 1953. PMID: 13109048.
- Nauta WJ, Whitlock DG. An anatomical analysis of the non-specific thalamic projection system. [W:] Brain Mechanisms and Conciousness. Delafresnaye JF (ed.), pp. 81–116. Oxford: Blackwell.
- Nauta WJ, Gygax PA. Silver impregnation of degenerating axons in the central nervous system: a modified technic. „Stain technology”. 2 (29), s. 91–93, marzec 1954. PMID: 13146411.
- Bucher VM, Nauta WJ. A note on the pretectal cell groups in the rat’s brain. „The Journal of comparative neurology”. 2 (100), s. 287–295, kwiecień 1954. PMID: 13163235.
- Nauta WJ, Bucher VM. Efferent connections of the striate cortex in the albino rat. „The Journal of comparative neurology”. 2 (100), s. 257–285, kwiecień 1954. PMID: 13163234.
- Brady JV, Nauta WJ. Subcortical mechanisms in emotional behavior: the duration of affective changes following septal and habenular lesions in the albino rat. „Journal of comparative and physiological psychology”. 5 (48), s. 412–420, październik 1955. PMID: 13271610.
- Glees P, Nauta WJ. A critical review of studies on axonal and terminal degeneration. „Monatsschrift für Psychiatrie und Neurologie”. 1–3 (129). s. 74–91. PMID: 14383732.
- Nauta WJ. An experimental study of the fornix system in the rat. „The Journal of comparative neurology”. 2 (104), s. 247–271, kwiecień 1956. PMID: 13332109.
- With D. G. Whitlock. Subcortical projections from the temporal neocortex in Macaca mulatta. J. Comp. Neurol. 106:182-212. (1956)
- Silver impregnation of degenerating axons. In New Research Techniques of Neuroanatomy, ed. W. F. Windle, pp. 17–26. Springfield, Ill.: C. C. Thomas. (1957)
- Nauta WJ. Hippocampal projections and related neural pathways to the midbrain in the cat. „Brain: a journal of neurology”. 3 (81), s. 319–340, wrzesień 1958. PMID: 13596467.
- Nauta WJ, Kuypers HGJM. Some ascending pathways in the brain stem reticular formation. [W:] Reticular Formations in the Brain. H. H. Jasper, L. D. Proctor, R. S. Knighton, W. C. Noshay, and R. T. Costello (eds), pp. 3–30. Boston: Little Brown (1958)
- Valenstein ES, Nauta WJ. A comparison of the distribution of the fornix system in the rat, guinea pig, cat, and monkey. „The Journal of comparative neurology”, s. 337–363, grudzień 1959. PMID: 13840795.
- Nauta WJ. Limbic system and hypothalamus: anatomical aspects. „Physiological reviews. Supplement”, s. 102–104, kwiecień 1960. PMID: 14426202.
- Mehler WR, Feferman ME, Nauta WJ. Ascending axon degeneration following anterolateral cordotomy. An experimental study in the monkey. „Brain: a journal of neurology”, s. 718–750, grudzień 1960. PMID: 13768983.
- Nauta WJ. Fibre degeneration following lesions of the amygdaloid complex in the monkey. „Journal of anatomy”, s. 515–531, październik 1961. PMID: 14478601.
- Nauta WJ. Neural associations of the amygdaloid complex in the monkey. „Brain: a journal of neurology”, s. 505–520, wrzesień 1962. PMID: 13937752.
- Some efferent connections of the prefrontal cortex in the monkey.In The Frontal Granular Cortex and Behavior, eds. J. M. Warren and K. Akert, pp. 397–409. New York: McGraw-Hill.
- Cole M, Nauta WJ, Mehler WH. The ascending efferent projections of the substantia nigra. „Transactions of the American Neurological Association”, s. 74–78, 1964. PMID: 4953358.
- Ramón-Moliner E, Nauta WJ. The isodendritic core of the brain stem. „The Journal of comparative neurology”. 3 (126), s. 311–335, marzec 1966. DOI: 10.1002/cne.901260301. PMID: 4957032.
- Nauta WJ, Mehler WR. Projections of the lentiform nucleus in the monkey. „Brain research”. 1 (1), s. 3–42, styczeń 1966. PMID: 4956247.
- Heimer L, Ebner FF, Nauta WJ. A note on the termination of commissural fibers in the neocortex. „Brain research”. 2 (5), s. 171–177, czerwiec 1967. PMID: 6033145.
- Cole M, Nauta WJ. Retrograde changes of axons in the medial lemniscus. „Journal of neuropathology and experimental neurology”. 1 (27), s. 122–123, styczeń 1968. PMID: 5656539.
- Heimer L, Nauta WJ. The hypothalamic distribution of the stria terminalis in the rat. „Brain research”. 2 (13), s. 284–297, kwiecień 1969. PMID: 4181722.
- Nauta WJ, Karten HJ. A general profile of the vertebrate brain with sidelights on the ancestry of cerebral cortex. [W:] The Neurosciences: Second Study Program, eds. F. O. Schmitt and F. G. Worden, pp. 7–26. New York: Rockefeller University Press.
- Cole M., Nauta WJ. Retrograde atrophy of axons of the medial lemniscus of the cat. „Journal of neuropathology and experimental neurology”. 3 (29), s. 354–369, lipiec 1970. PMID: 4194243.
- Nauta WJ, Ebbesson SOE (red.) Contemporary Research Methods in Neuroanatomy. New York: Springer-Verlag.
- Nauta WJ. The problem of the frontal lobe: a reinterpretation. „Journal of psychiatric research”. 3 (8), s. 167–187, sierpień 1971. PMID: 5000109.
- Nauta WJ. Neural associations of the frontal cortex. „Acta neurobiologiae experimentalis”. 2 (32), s. 125–140, 1972. PMID: 4627612.
- Graybiel AM, Nauta HJ, Lasek RJ, Nauta WJ. A cerebello-olivary pathway in the cat: an experimental study using autoradiographic tracing technics. „Brain research”. 1 (58), s. 205–211, sierpień 1973. PMID: 4731198.
- Karten HJ, Hodos W, Nauta WJ, Revzin AM. Neural connections of the „visual wulst” of the avian telencephalon. Experimental studies in the piegon (Columba livia) and owl (Speotyto cunicularia). „The Journal of comparative neurology”. 3 (150), s. 253–278, sierpień 1973. DOI: 10.1002/cne.901500303. PMID: 4721779.
- Mehler WR, Nauta WJ. Connections of the basal ganglia and of the cerebellum. „Confinia neurologica”. 4–6 (36), s. 205–222, 1974. PMID: 4156661.
- With P. Goldman. Autoradiographic demonstration of cortico-corti-cal columns in the motor, frontal association and limbic cortex of the developing rhesus monkey. Neuroscience 2:136 (1976)
- Goldman PS, Nauta WJ. Autoradiographic demonstration of a projection from prefrontal association cortex to the superior colliculus in the rhesus monkey. „Brain research”. 1 (116), s. 145–149, październik 1976. PMID: 824019.
- Nauta WJ. Brain-Behavior Relationships. „Science”. 4259 (193), s. 1236, wrzesień 1976. DOI: 10.1126/science.193.4259.1236. PMID: 17837017.
- Herkenham M, Nauta WJ. Afferent connections of the habenular nuclei in the rat. A horseradish peroxidase study, with a note on the fiber-of-passage problem. „The Journal of comparative neurology”. 1 (173), s. 123–146, maj 1977. DOI: 10.1002/cne.901730107. PMID: 845280.
- Goldman PS, Nauta WJ. An intricately patterned prefronto-caudate projection in the rhesus monkey. „The Journal of comparative neurology”. 3 (72), s. 369–386, luty 1977. PMID: 401838.
- Goldman PS, Nauta WJ. Columnar distribution of cortico-cortical fibers in the frontal association, limbic, and motor cortex of the developing rhesus monkey. „Brain research”. 3 (122), s. 393–413, luty 1977. PMID: 402978.
- Nauta WJ, Smith GP, Faull RL, Domesick VB. Efferent connections and nigral afferents of the nucleus accumbens septi in the rat. „Neuroscience”. 4–5 (3), s. 385–401, 1978. PMID: 683502.
- With V. B. Domesick. Crossroads of limbic and striatal circuitry: Hypothalamo-nigral connections. In Limbic Mechanisms, eds. K. E. Livingston and O. Hornykiewicz, pp. 75–93. New York: Ple¬num.
- Potter H, Nauta WJ. A note on the problem of olfactory associations of the orbitofrontal cortex in the monkey. „Neuroscience”. 3 (4), s. 361–367, 1979. PMID: 107473.
- Nauta WJ, Feirtag M. The organization of the brain. „Scientific American”. 3 (241), s. 88–111, wrzesień 1979. PMID: 91196.
- Herkenham M, Nauta WJ. Efferent connections of the habenular nuclei in the rat. „The Journal of comparative neurology”. 1 (187), s. 19–47, wrzesień 1979. DOI: 10.1002/cne.901870103. PMID: 226566.
- Beckstead RM, Domesick VB, Nauta WJ. Efferent connections of the substantia nigra and ventral tegmental area in the rat. „Brain research”. 2 (175), s. 191–217, październik 1979. PMID: 314832.
- Kaiserman-Abramof IR, Graybiel AM, Nauta WJ. The thalamic projection to cortical area 17 in a congenitally anophthalmic mouse strain. „Neuroscience”. 1 (5), s. 41–52, 1980. PMID: 7366842.
- Nauta WJ. Limbic innervation of the striatum. „Advances in neurology”, s. 41–47, 1982. PMID: 6293286.
- Kelley AE, Domesick VB, Nauta WJ. The amygdalostriatal projection in the rat--an anatomical study by anterograde and retrograde tracing methods. „Neuroscience”. 3 (7), s. 615–630, marzec 1982. PMID: 7070669.
- Haber SN, Nauta WJ. Ramifications of the globus pallidus in the rat as indicated by patterns of immunohistochemistry. „Neuroscience”. 2 (9), s. 245–260, czerwiec 1983. PMID: 6192358.
- Nauta WJ, Domesick VB. Afferent and efferent relationships of the basal ganglia. „Ciba Foundation symposium”, s. 3–29, 1984. PMID: 6437774.
- Lipp HP, Collins RL, Nauta WJ. Structural asymmetries in brains of mice selected for strong lateralization. „Brain research”. 2 (310), s. 393–396, wrzesień 1984. PMID: 6488032.
- Haber SN, Groenewegen HJ, Grove EA, Nauta WJ. Efferent connections of the ventral pallidum: evidence of a dual striato pallidofugal pathway. „The Journal of comparative neurology”. 3 (235), s. 322–335, maj 1985. DOI: 10.1002/cne.902350304. PMID: 3998213.
- Grove EA, Domesick VB, Nauta WJ. Light microscopic evidence of striatal input to intrapallidal neurons of cholinergic cell group Ch4 in the rat: a study employing the anterograde tracer Phaseolus vulgaris leucoagglutinin (PHA-L). „Brain research”. 1–2 (367), s. 379–384, marzec 1986. PMID: 3697714.
- Groenewegen HJ, Ahlenius S, Haber SN, Kowall NW, Nauta WJ. Cytoarchitecture, fiber connections, and some histochemical aspects of the interpeduncular nucleus in the rat. „The Journal of comparative neurology”. 1 (249), s. 65–102, lipiec 1986. DOI: 10.1002/cne.902490107. PMID: 2426312.
- Faull RL, Nauta WJ, Domesick VB. The visual cortico-striato-nigral pathway in the rat. „Neuroscience”. 4 (19), s. 1119–1132, grudzień 1986. PMID: 3822114.
- Nauta WJ. Some early travails of tracing axonal pathways in the brain. „The Journal of neuroscience: the official journal of the Society for Neuroscience”. 4 (13), s. 1337–1345, kwiecień 1993. PMID: 8463822.